# Donnersbergkreis
Donnersbergkreis er en landkreis i delstaten Rheinland-Pfalz i Tyskland.

## Byer og kommuner
Kreisen havde 75101  indbyggere pr.  2018-12-31

Forbundskommuner (Verbandsgemeinden) med tilhørende kommuner:

(* markerer administrationsby)
| - 1. Verbandsgemeinde Alsenz-Obermoschel 1. Alsenz * (1694) 2. Finkenbach-Gersweiler (283) 3. Gaugrehweiler (550) 4. Kalkofen (171) 5. Mannweiler-Cölln (378) 6. Münsterappel (463) 7. Niederhausen an der Appel (238) 8. Niedermoschel (473) 9. Oberhausen an der Appel (155) 10. Obermoschel, Stadt (1046) 11. Oberndorf (252) 12. Schiersfeld (222) 13. Sitters (97) 14. Unkenbach (201) 15. Waldgrehweiler (207) 16. Winterborn (165) - 2. Verbandsgemeinde Eisenberg (Pfalz) 1. Eisenberg (Pfalz), Stadt * (9264) 2. Kerzenheim (2117) 3. Ramsen (1782) 4. Würzweiler (199) - 3. Verbandsgemeinde Göllheim 1. Albisheim (Pfrimm) (1747) 2. Biedesheim (609) 3. Bubenheim (417) 4. Dreisen (955) 5. Einselthum (796) 6. Göllheim * (3865) 7. Immesheim (138) 8. Lautersheim (623) 9. Ottersheim (370) 10. Rüssingen (511) 11. Standenbühl (196) 12. Weitersweiler (491) 13. Zellertal (1150) - 4. Verbandsgemeinde Kirchheimbolanden 1. Bennhausen (163) 2. Bischheim (797) 3. Bolanden (2469) 4. Dannenfels (842) 5. Gauersheim (660) 6. Ilbesheim (604) 7. Jakobsweiler (250) 8. Kirchheimbolanden, by * (7802) 9. Kriegsfeld (1015) 10. Marnheim (1679) 11. Morschheim (729) 12. Mörsfeld (471) 13. Oberwiesen (541) 14. Orbis (685) 15. Rittersheim (171) 16. Stetten (660) | - 5. Verbandsgemeinde Rockenhausen 1. Bayerfeld-Steckweiler (412) 2. Bisterschied (238) 3. Dielkirchen (466) 4. Dörrmoschel (147) 5. Gehrweiler (326) 6. Gerbach (523) 7. Gundersweiler (505) 8. Imsweiler (550) 9. Katzenbach (502) 10. Ransweiler (236) 11. Rathskirchen (169) 12. Reichsthal (99) 13. Rockenhausen, Stadt * (5322) 14. Ruppertsecken (355) 15. Sankt Alban (266) 16. Schönborn (134) 17. Seelen (148) 18. Stahlberg (164) 19. Teschenmoschel (121) - 6. Verbandsgemeinde Winnweiler 1. Börrstadt (898) 2. Breunigweiler (444) 3. Falkenstein (185) 4. Gonbach (501) 5. Höringen (622) 6. Imsbach (877) 7. Lohnsfeld (924) 8. Münchweiler an der Alsenz (1202) 9. Schweisweiler (326) 10. Sippersfeld (1104) 11. Steinbach am Donnersberg (726) 12. Wartenberg-Rohrbach (441) 13. Winnweiler * (4805) |